# 실라메가바나
실라메가바나(싱할라어: සිලමේඝවන්න, 546년 ~ 623년 9월 16일)는 아누라다푸라 왕국 모리야 왕조의 제17대 군주였다. 그는 목갈라나 3세의 뒤를 이어 아누라다푸라 국왕으로 즉위하였으며, 아가보디 3세에게 왕위를 물려주었다.

## 같이 보기
- 스리랑카의 역사